# Merone
Merone är en ort och kommun i provinsen Como i regionen Lombardiet i Italien. Kommunen hade 4 106 invånare (2018).